# De ijsjonkvrouw
De ijsjonkvrouw is een vertelling van Hans Christian Andersen dat in 1861 verscheen.

## Het verhaal

### De kleine Rudy
In Zwitserland staan houten huizen bij zware sneeuwmassa's en deze vormen gletsjers en lawines. Twee gletsjers liggen bij de Schreckhorn en de Wetterhorn bij Grindelwald. De kinderen bieden vreemdelingen in de zomer houtsnijwerk aan en vijfentwintig jaar geleden was er een klein jongetje met een spanen doosje.
Rudy verkocht meer dan de andere kinderen. Hij is graag alleen en hoort van zijn grootvader verhalen van Meiringen. Rudy hoedt de geiten en kan de hond en de kater verstaan, sommige kinderen kunnen dat langer dan anderen. Hij klimt met de kater op de nok van het dak en ademt geur van kruiden zoals kruizemunt en tijm die wordt opgeslokt door neerhangende wolken en dennenbossen. Er zitten zeven nesten van zwaluwen in grootvaders huis en ze groeten Rudy.
Rudy's vader stierf toen hij een jaar was. Zijn moeder verhuisde van het kanton Wallis naar haar vader in Berner Oberland, maar stierf toen ze met haar zoontje in een kloof viel. De grootvader kreeg niet zijn dochter, maar zijn kleinzoon in huis. Rudy heeft de Staubbach en de Jungfrau bezocht en de gletsjer in Grindelwald.
De ijsjonkvrouw woont in het paleis van glas en ze wil de jongen die aan haar is ontsnapt halen. De duizel wil de ijsjonkvrouw helpen, maar vertelt dat de jongen de kunsten van de kat heeft geleerd. De duizel kan hierdoor de jongen geen kwaad doen. De goede geesten, dochters van de zonnestralen, vertellen dat Rudy een toverspreuk heeft die wind en water bindt zodat zij hem moeten dienen.

### De reis naar de nieuwe woning

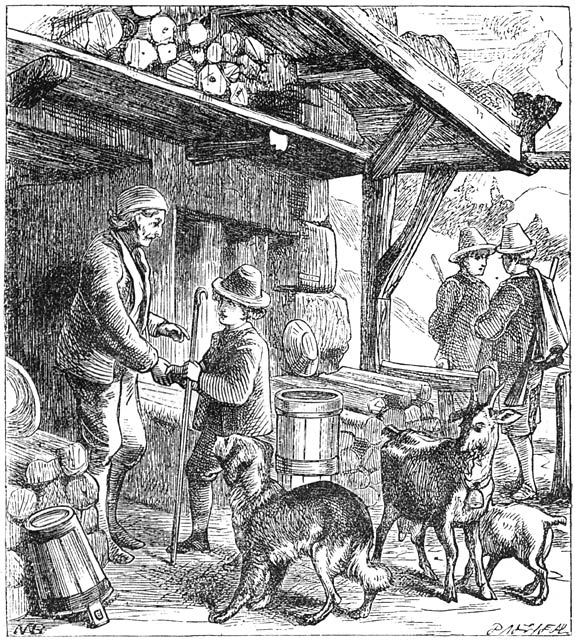
Rudy neemt afscheid, hij gaat met twee gidsen naar het huis van zijn oom

Als Rudy acht is, verhuist hij naar zijn oom in het Rhônedal. De hond Ajola vertelt dat het niet eerlijk is verdeeld in de wereld. Ooit had hij honger en zag een jonge hond in de postwagen meerijden, hij kreeg melk van een vrouw. Rudy neemt afscheid van de hond en de kater zegt nog dat hij nooit moet denken dat hij vallen zal. De kippen en geiten nemen afscheid en Rudy loopt met twee gidsen mee die bij de Gemmi zouden afdalen. Aan de overkant van de Lütschine komen ze bij een elfenbosje en ze klimmen de gletsjer op. Ze zien de Jungfrau, Mönch en Eiger en drinken kruidige drank en roken een pijp.
Rudy hoort over geheimzinnige wezens die in de Alpen leven; reuzenslangen, spooklegers die slapers naar Venetië voeren en een wilde herder met zijn zwarte schapen. Rudy kent geen angst en de mannen horen het spookachtig geblaat. Rudy mag niet slapen van de mannen en een föhn laat bomen als riet knakken. Ze komen in Wallis en ze zien cretins met opgezette bleke gezichten en kropgezwellen.

### Oom
In het huis van Rudy's oom woont één cretin en hij heet Saperli. Oom is gemzenjager, gids en kuiper en zijn vrouw heeft arendsogen en een lange donzige hals. Kleding, gewoonten en gebruiken zijn vreemd voor Rudy, zelfs de taal. Boven de deur hangt een beeld van Maria en er is een oude jachthond. Oom vertelt over zijn jeugd in Frankrijk en Lyon aan de Rhône. Franse soldaten hebben de zieke mensen en de kwaal gedood en hij vertelt over de Simplonpas. Hij zingt een Frans versje en juicht voor Napoleon.
Rudy gaat met oom op gemzenjacht en drinkt het warme bloed, hij leert over lawines en de kracht van zonnestralen. Hij leert van de gemzen hoe hij moet blijven staan en ziet hoe zijn oom wordt aangevallen door een lammergier, maar gered wordt door de knal van zijn schot op een gems. Rudy kan nog net ontkomen aan een lawine, maar oom sterft. Tante huilt als het lijk wordt binnengedragen en de cretin kruipt in bed. Saperli kan niet schrijven en wil dat Rudy een brief voor hem schrijft aan Jezus, hij wil van plek ruilen met de man van het huis. Rudy legt uit dat dit niet kan en wordt de steun van het huis en zijn pleegmoeder.

### Babette

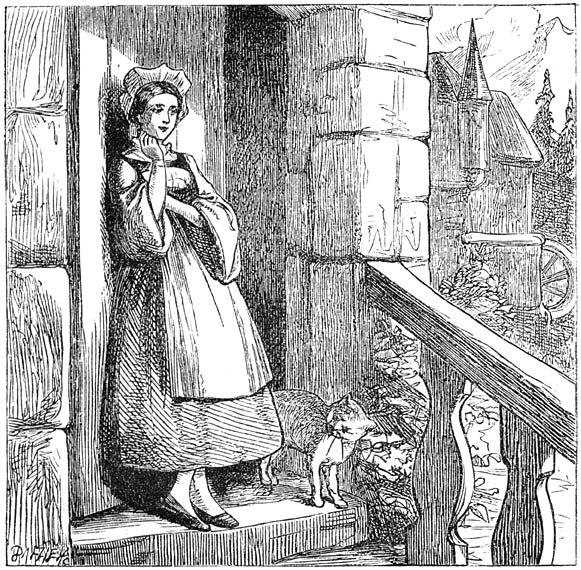
Babette

Rudy voelt niks voor het kuipersvak maar is een goede gids en gemzenjager. De meisjes vinden hem leuk en Anette vertelt dat hij kust onder het dansen. Een rijke molenaar uit het dal bij Bex heeft op zijn toren een windwijzer met een blinkende pijl door een appel, als herinnering van het schot van Wilhelm Tell. Rudy vindt de dochter van deze molenaar erg leuk, maar het meisje is van een andere stand. Op een dag moet Rudy een boodschap doen in Bex, het is een hele reis. Hij ruikt tijm en lindebloesem en ziet telegraafdraad en Babettes huis. Hij loopt naar het huis en hoort dat de molenaar met zijn dochter naar het schuttersfeest in Interlaken zijn gegaan.
Met een lichte ransel, zijn weitas en geweer gaat hij over de bergen en ziet het gebied waar hij is opgegroeid. Hij koopt een alpenroos en ziet dit als goed voorteken, maar in het feest vergeet hij Babette. Rudy doet mee met schijfschieten en wint, hij krijgt al snel vrienden. Dan spreekt de molenaar uit Bex hem aan, hij is trots dat iemand uit zijn kanton het beste schot heeft. Rudy wordt uitgenodigd bij de familie van de molenaar en wandelt 's avonds met Babette. Hij vertelt over zijn gevoelens en Babette vraagt of Rudy haar wil bezoeken in Bex.

### Op weg naar huis

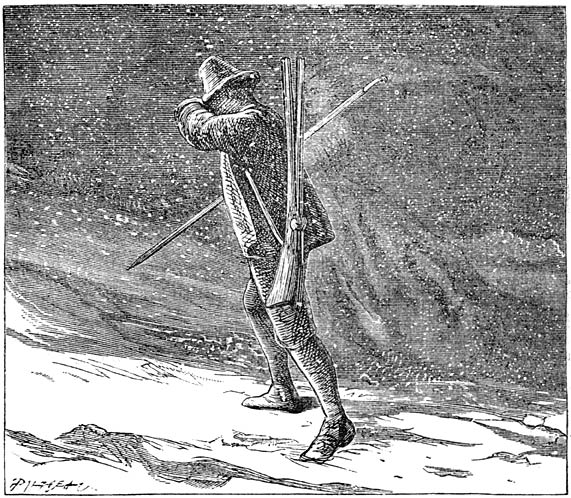
Een meisje biedt aan een gids te zijn in de bergen

Als Rudy naar huis gaat door de bergen komt er een jong meisje naast hem lopen. Ze wil zijn gids zijn, maar Rudy zegt de hulp van een vrouw niet nodig te hebben. Ze raakt hem aan met ijskoude vingers en hij hoort haar lachen en zingen. Dan hoort hij een gejodel dat niet van een mens komt. In de richting van Chamonix ziet hij twee heldere sterren en hij denkt aan Babette, zichzelf en zijn geluk.

### Het bezoek aan de molen
Rudy's pleegmoeder zegt dat hij geluk in huis brengt, maar hij vertrekt naar Bex. Rudy wordt vriendelijk ontvangen ende molenaar neemt graag het woord. Rudy vertelt over het jagersleven en een arendsnest. Een Engelsman bood Rudy enkele dagen geleden goud aan voor een levend jong, maar hij weigerde. Na middernacht neemt Rudy afscheid en komt enkele dagen later terug om de hand van de molenaarsdochter te vragen.
De kamerpoes vertelt de keukenpoes wat er is gebeurd. De molenaar vindt dat zijn dochter te hoog is voor Rudy en zegt dat het adelaarsjong ook te hoog gegrepen is. Rudy wil beide en de molenaar wil nu zijn dochter ruilen voor het adelaarsjong.

### Het arendsnest

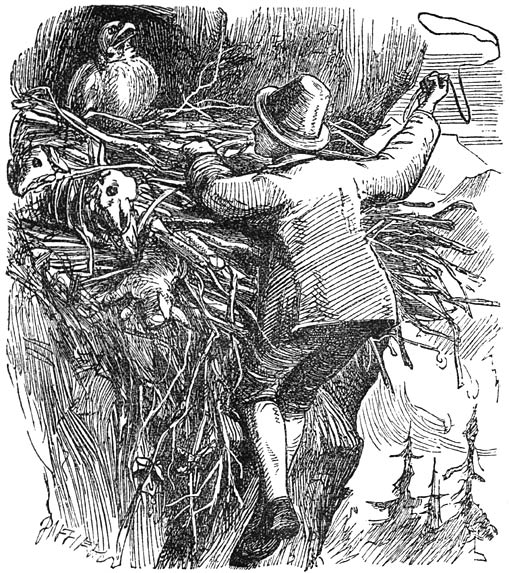
Rudy vangt het adelaarsjong

Rudy neemt zijn vrienden Ragli en Vesinand mee en vertelt wat er aan de hand is. Ze schieten de arend dood, binden ladders aan elkaar en Rudy klimt via de ladders naar het nest. Rudy vangt het dier en komt veilig thuis, omdat hij zich de wijze raad van de kat herinnert.

### Wat de kamerpoes voor nieuws kon vertellen
De kamerpoes vertelt dat Rudy het adelaarsjong bracht en met Babette mocht zoenen in het bijzijn van haar vader. De ijsjonkvrouw rijdt op de loeiende wind over diepe dalen en sneeuw ligt tot Bex. De volgende zomer zal Rudy bruiloft vieren en hij praat vaak met Babette.

### De ijsjonkvrouw
Noten- en kastanjebomen ontplooien zich van de brug bij St. Maurice tot de oever van het meer van Geneve. De ijsjonkvrouw spot met de mensen die als mollen gangen graven voor de trein. Ze veroorzaakt lawines. Rudy, Babette en haar vader gaan met de trein op reis.

### Peettante
Ze logeren in Montreux samen met Babettes peettante en haar dochters en een bloedverwant in een pension. In Villeneuve is een stoomtrein die naar Vernex vaart en Byron schreef verzen over een gevangene in Chillon. Waar de Rhone uitmondt in een meer ligt een eilandje, een dame liet er drie acacia's planten en Babette vindt dit prachtig. De jonge neef geeft Babette veel aandacht, Rudy voelt zich in deze omgeving niet op zijn gemak. Ze wandelen naar Chillon en zien kerkers en holen met pijnbanken. Rudy wil op het mooie eilandje zijn, maar Babette vermaakt zich prima met de neef. Ze heeft een boekje met Byrons gedicht gekregen. Rudy en de molenaar vinden de neef een meelzak zonder meel.

### De neef

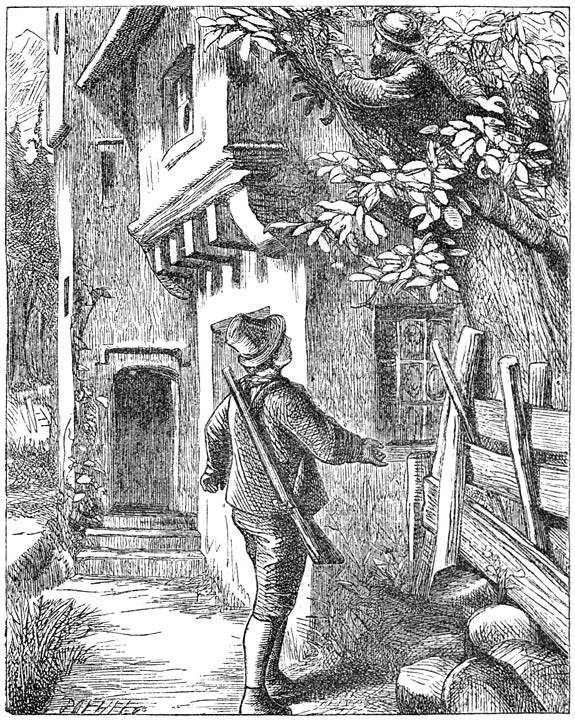
Rudy ziet de neef in de boom

Als Rudy bij Babette langsgaat, geeft ze de neef net forel met peterselie. De neef gaat 's nachts naar Babette, maar valt in de rivier. Hij komt met een nat pak voor haar raam en Babette wordt boos. Ze hoort Rudy en stuurt hem weg, als hij vraagt of ze een afspraak met de neef heeft. Ze valt boos in slaap.

### Boze machten
Rudy slaat op weg naar huis een blauwe gentiaan met zijn geweerkolf. Rudy volgt twee gemzen en ontdekt pas laat dat zijn veldfles leeg is. Hij wordt moe, maar vermand zich. Hij ziet een pasgebouwd huis met een meisje in de deur. Hij vraagt waar het meisje vandaan komt en ze zegt dat ze haar kudde hoedt. Het meisje geeft Rudy wijn en vraagt de ring van zijn vinger. Rudy pakt het meisje vast en glijdt in ijswanden weg. De ijsjonkvrouw geeft hem een kus en hij rukt zich los. Het alpenmeisje en de hut zijn weg, de verlovingsring ook.

### In het huis van de molenaar
Rudy heeft gemerkt dat boze machten een spel kunnen spelen, buiten en binnen een mens. Hij vraagt zich af of hij visioenen heeft gehad op de berg. Hij denkt aan de Wilde Jacht in zijn hart en besluit het goed te maken met Babette. Ze praten het uit en de huwelijksdag breekt aan. Peettante wil dat het feest bij haar gehouden wordt, zodat de kerk van Montreux gebruikt kan worden. De molenaar weet dat het paar hiervoor een prachtig bruidsgeschenk zal krijgen.

### Visioenen in de nacht
Babette droomt dat ze al jaren getrouwd is met Rudy, de Engelsman is bij haar. Ze gaan samen de helling af en haar hart wordt zwaarder. Ze is alleen en haar haren zijn grijs. Ze durft Rudy niet te roepen en ze wilde dat ze op haar trouwdag gestorven was. Ze stort in een bergkloof en wordt wakker. Ze denkt aan de neef en vraagt zich af of hij op de bruiloft komen zal. Ze gaat met Rudy op weg naar Villeneuve.

### Slot

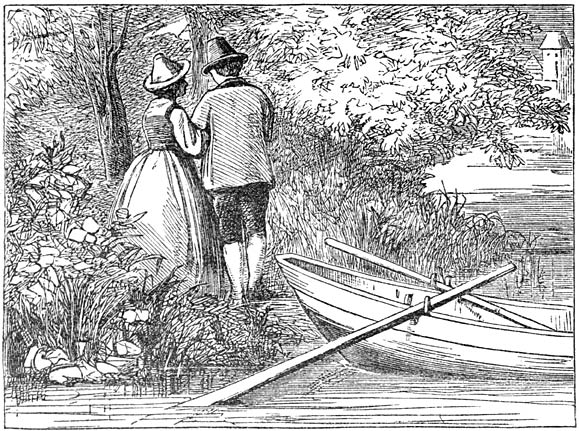
Rudy en Babette gaan met een bootje naar het eiland met de drie acacia's

Bruid en bruidegom gaan wandelen en ze nemen een bootje naar het eilandje met de acacia's. Ze gaan op een bankje zitten en ze zien alpengloeien. De Dent du Midi schijnt als de schijf van de volle maan. De avondklokken luiden en het paar is gelukkig. Het bootje is weggedreven en Rudy springt in het ijskoude water. Hij ziet een glans en denkt zijn verlovingsring te zien. De ijsjonkvrouw stijgt tot Rudy op en kust zijn voeten. Rudy gaat onder en alles wordt stil.
Babette is wanhopig alleen op het eilandje en een noodweer barst los. Onweer en bliksemschichten slaan in het meer en bergen bulderen. De molenaar vraagt zich af waar het paar is en Babette begrijpt dat de ijsjonkvrouw Rudy weer heeft. Ze denkt aan de droom van de vorige nacht en enkele jaren later kunnen mensen in reisgidsen lezen over het bruidspaar dat in 1859 naar het eilandje met de acacia's voer. In de molen wonen andere mensen, Babette woont in een mooi huis bij een station.